# برينت ريفيرا
برينت ريفيرا (بالإنجليزية: Brent Rivera)‏ هو ممثل أمريكي، ولد في 1998.

## وصلات خارجية
- برينت ريفيرا على موقع IMDb (الإنجليزية)
- برينت ريفيرا على موقع قاعدة بيانات الفيلم (الإنجليزية)